# Ендрю Нейдерман
Ендрю Нейдерман (нар. 26 жовтня 1940) — американський письменник-бестселер . У 1987 році він став автором-привидом для VC Andrews після її смерті в 1986 році.  Раніше він викладав англійську мову у Fallsburg Jr./Sr. Середня школа в північній частині штату Нью-Йорк.
Нейдерман, мабуть, найбільш відомий як автор «Адвоката диявола», згодом екранізованого у фільмі з Кіану Рівзом , Аль Пачіно та Шарліз Терон у головних ролях, а режисером став Тейлор Гекфорд . Нейдерман також екранізував роман « Дощ» на основі серії романів, випущених під ім'ям Ендрюса .
Нейдерман написав сценічну адаптацію « Квітів на горищі» за мотивами роману В. Сі Ендрюса, опублікованого онлайн у 2014 році. Світова прем'єра відбулася в Новому Орлеані, штат Луїзіана, у серпні 2015 року компанією «See 'Em On Stage: A Production Company» і була режисером Крістофер Бентівенья .
Ендрю Нейдерман написав лібрето для музичної сценічної адаптації « Адвоката диявола» .
Він також був співавтором сценарію для дублікатів , кабельного фільму USA Network, і шість інших своїх романів екранізували.
З публікацією роману «Ангел-охоронець» видавництвом Dorchester у січні 2010 року Нейдерман досяг 125 опублікованих романів між своїми романами VC Andrews і романами під його іменем.
Мешканець Палм-Спрінгс, штат Каліфорнія, Нейдерман був удостоєний Золотої пальмової зірки на Алеї зірок Палм-Спрінгс 17 жовтня 1997 року.

## Романи
Цей список романів не включає твори Нейдермана, написані як примари « VC Andrews Trust».
- Ілюзія (1967)
- Сестри (1972)
- Weekend (1980) (з Танею Гросінгер)
- Pin (1981) (адаптований як фільм у 1988)
- Дітище (1981)
- Хтось дивиться (1983)
- Tender, Loving Care (1984) (адаптований як інтерактивний фільм у 1997 році)
- Імп (1985)
- Дитяча гра (1985)
- Любов дитини (1986)
- Відображення (1986)
- Домашня тварина вчителя (1986)
- Нічний виття (1986)
- Sight Unseen (1987)
- Подруги (1987)
- The Maddening (1987) (адаптований як фільм у 1995)
- Сурогатна дитина (1988)
- Ідеальні маленькі ангели (1989)
- Адвокат диявола (1990) (знятий у 1997 році режисером Тейлором Гекфордом)
- Bloodchild (1990)
- Безсмертні (1991)
- Потреба (1992)
- Сестро, сестро (1992)
- Організація Соломона (1993)
- Після життя (1993)
- Ангел милосердя (1994)
- Дублікати (1994)
- Спрага (1995)
- Темрява (1997)
- Під подвійною небезпекою (1998)
- Сусідська варта (1999)
- Прокляття (2000)
- Зомбі (2000)
- Амнезія (2001)
- Мертвий час (2002)
- Під викраденням (2002)
- Дитячий загін (2003)
- Дефіцит (2004)
- The Hunted (2005)
- У пошуках сатани (2006)
- Нечестиве народження (2007)
- Довічне ув'язнення (2007)
- Смертельний вердикт (2008)
- Ангел-охоронець (2010)
- Сад мертвих (2011)
- Загублений в його очах (2015)
- Коханці під прикриттям (2022)